# Pascualcobo
Pascualcobo település Spanyolországban, Ávila tartományban. Pascualcobo Zapardiel de la Cañada, Diego del Carpio, San Miguel de Serrezuela, Cabezas del Villar, Bonilla de la Sierra és Tórtoles községekkel határos. Lakosainak száma 39 fő (2024).

## Népesség
A település népessége az utóbbi években az alábbiak szerint változott:
| Lakosok száma | 49   | 46   | 42   | 34   | 39   | 41   | 43   | 45   | 42   | 39   |
|               | 2001 | 2003 | 2006 | 2008 | 2011 | 2014 | 2017 | 2019 | 2022 | 2024 |